# Grand Theft Auto: San Andreas
Grand Theft Auto: San Andreas је наставак игре Grand Theft Auto (GTA). Издавач је компанија Рокстар гејмс (енгл. Rockstar Games), а игра је објављена 2004. године за конзоле, 2005. за рачунар и 2013. за телефоне.
Мапа игре се базира на измишљеној држави САД — Сан Андреас — која се састоји од три града: Лос Сантоса (Лос Анђелес) и Сан Фијера (Сан Франциско), Лас Вентураса (Лас Вегас), околних села, планине Чилијад, Области 69 (Област 51), околних шума и пустиња.
Лос Сантос је гангстерски град са три банде: Гроув Стрит Фемилис (енгл. Grove Street Families), у којој се налази главни играч ове приче и у којој су чланови зелени, Баласи (енгл. Ballas), који желе да истребе Гроув Стрит Фемилис и љубичасте су боје, споредна банда Лос Сантос Вориоси (енгл. Varrios Los Aztecas) чији су чланови тиркизно плави, и Вагоси (енгл. Los Santos Vagos), који су највећи непријатељи Лос Сантос Вориорсима, жуте су боје.
Сан Фиеро је нормалан град, са великим зградама, хипицима и пар банди: Сан Фијеро Рифи (енгл. San Fierro Rifa), која је слична Лос Сантос Вориосима, Тријаде (енгл. Triads), који више изгледају као мафија него банда, и осталим.
Лас Вентурас је окружен пустињом, са доста казина, и то је дефинитивно најосветљенији град у Сан Андреасу. У његовој околини се налази база Област 69, из које играча нападају топови уколико покуша да прелети изнад, а када покуша да уђе у њу, добије пет тражених звездица.

## Игра
Главни аспекти игре су вожња и пуцњава, играч се може слободно кретати по граду. Може да се пресвлачи, храни (ако превише једе у ресторану на пример, поврати), иде у теретану да вежба и добије мишиће, итд.
Као и у претходним наставцима, играч осваја различити ниво тражености, како је његов злочин већи. У овом наставку постоји 6 нивоа („звездица”) тражености. Са једном, играча покушава да ухапси обичан позорник са пендреком, а са шест, војска и маринци.
У случају да је играч смртно рањен (потпуни губитак енергије), буди се испред болнице, са пуном енергијом, али и нешто мање новца, без оружја. У случају да је ухапшен, играча спроводе у полицијску станицу, где ће бити готово исто третиран као и у болници.
Сви типови превоза су доступни у игри: најмногобројнији су путнички аутомобили и мотоцикли, а ту су и скутери, бицикли, трактори, теренска возила, камиони, цистерне, камиони за ђубре, авиони, хеликоптери, полицијска кола и тенк. Играч, осим тога што може да се туче песницама, може да поседује разна ватрена оружја, пиштоље, аутоматске пушке па чак и ручни топ; гранате и хладна оружја као што су бејзбол палице, голф палице, катане, итд.
Сви насељени делови Сан Андреаса су крцати људима са којима играч може да се туче и разговара. Они се мењају зависно од типа локације, међутим, многи споредни ликови се приметно понављају.
Циљ игре је прелазити мисије/задатке које прате Карлов живот кроз игру. Оне не служе само за то. На почетку игре, сви мостови су закључани, и једини пролаз до других градова је пливање, али ту том случају играч аутоматски добије четири тражене звездице. Да би се те блокаде елиминисале, играч мора да пређе одређен број мисија. Не уклањају се све блокаде одједном, већ се градови могу ослободити само један по један. Ту су и споредне мисије у којима Карл ради различите послове као таксиста, полицајац, ватрогасац, итд.

## Радња приче
Почетак
Прича је смештена у 1992. годину. Главни јунак игре је Карл Џонсон. Његови пријатељи и познаници га зову Си-Џеј. Он има брата Свита и сестру Кендл. Имао је још једног млађег брата Брајана, који је умро. У првој сцени његов брат му говори да му је мајка убијена од стране Баласа. Сазнавши да му је умрла мајка, након 5 година живота у Либерти Ситију се враћа у Лос Сантос и одлучује да ту остане заувек. Међутим, три полицајца (Тенпени, Пуласки и Хернандез) га хапсе већ на излазу са аеродрома, што протагонисти указује да није све у реду код куће. Касније су га избацили из аута и оставили на територији Баласа. У међувремену, његов брат Свит, и пријатељи Рајдер и Биг Смоук су једини преостали чланови његовог некада велике банде. Он се укључује са намером да клану поврати углед и чланове, али све време осећа да се нешто променило, што пријатељи одбијају да му кажу. Једном је упознао човека који се зове Цезар (заљубљен у његову сестру) и који ће га пратити кроз многе мисије.
Излаз из Лос Сантоса
Једног дана, Свит одлучује да он и његови људи оду на једно место где ће средити Баласе заувек. Договориће се да Си-Џеј остане. У међувремену, Цезар га зове да дође на једно место. Карл полази мислећи да неће наћи ништа посебно код њега. Кад је дошао, није видео ништа посебно. Али, недуго после тога, излазе пар Баласа, Биг Смоук, Рајдер, Тенпени, Пуласки, и Хернандез. Карл у том тренутку схвата да му је брат отишао право у замку. Кад је Карл дошао, затекао је свог брата рањеног. Си-Џеј убија преостале Баласе и убрзо долази полиција која хапси Карла и Свита. Када се пробудио, Карл је видео Тенпенија, Хернандеза и Пуласког, а налазили су се у једном забаченом сеоцету.
Сан Фиеро
Када је Карл упознао новог пријатеља, хипија, који се зове Истина (енгл. The Truth). Они су упалили фарму марихуане и отишли у Сан Фиеро. Он је Карла упознао са својим пријатељима: Џетром, Двејном, и Зиром. Нико од њих није играо важну улогу осим Зира, који продаје играчке. Си-Џеј упознаје пријатеља Вузија, који је слеп и припада Тријадама. Преко њега је упознао четворо људи, Ти-Боуна, Мајка Торина, Џизија и Карловог бившег друга Рајдера. План је био да се то друштво разбије, тако што ће Карл радити за њих, а касније их убити. Једини који је остао жив је Мајк Торино.
Одлазак у Лас Вентурас
Када је Карл завршио сав посао у Сан Фиеру, нека непозната особа га је позвала да дође у околину Лас Вентураса. То је био Торино. Он је од њега тражио да ради доста ствари, али врхунац свега је: да га научи да управља авионом. Када је Карл научио да лети, Торино је од њега тражио још мало посла. Једно вече, Истина је дошао до тог аеродрома да га опомене и да уради неки послић за њега. Они су отишли до једне базе Област 69. Ту је Карл морао да узме потпуно тајну машину која се зове Џет пек. Ту машину је донео Истини. Онда је урадио још пар ствари за Истину и касније отишао у Лас Вентурас по позиву свог пријатеља Вузија. Тамо се борио против мафије, радио разне ствари за Вузија док потпуно није победио мафију. У међувремену, Тенпени је позвао Карла да дође на место звано Кастиљо дел Диабло. Када је Тенпени дошао, он је ту попричао, а Хернандез му претио да ће да га упуца. Мада Тенпени је убио Хернандеза јер није требало да га убије, а затим је отишао и оставио Карла и Пуласког. Пошто је Хернандез убијен, Карл је морао да копа јер му Пуласки рекао, или би био убијен. Иако је Карл ископао што треба, Пуласког брига, јер би га он убио како год се десило. Међутим, Хернандез није био скроз убијен, па је ударио Пуласког и умро. Пуласки почиње да бежи, а Карл га јури и касније убије. Тако да је једини жив полицајац био Тенпени.
Повратак у Лос Сантос
Карл је коначно дошао у Лос Сантос да се освети Биг Смоуку и Тенпенију, што ће и урадити у задњој мисији End of the Line или у преводу, Крај линије. Тим су се завршиле све Карлове бриге.

## Ликови
- Карл Џонсон (Carl Johnson, надимак CJ (чита се: си-џеј)) — главни лик приче
- Шон „Свит” Џонсон (Sean „Sweet” Johnson) — Карлов брат
- Мелвин „Биг Смоук” Херис (Melvin „Big Smoke” Harris) — Карлов пријатељ, који га издаје
- Ленс „Рајдер” Вилсон (Lance „Ryder” Wilson) — Карлов пријатељ, који га издаје заједно са Биг Смоуком
- Кендл Џонсон (Kendl Johnson) — Карлова и Свитова сестра
- Цезар Виалпандо (Cesar Vialpando) — Карлов пријатељ који воли Кендл
- Ву Зи Му (Wu Zi Mu) — слепи вођа тријаде, пријатељи га зову Вузи (Woozie)
- Ран Фа Ли (Ran Fa Li) — споредни лик, такође вођа тријаде
- Џизи (Jizzy) — лик који има стриптиз клуб испод Гент моста и члан криминалне организације „Локо Синдикат”
- Ти Боун Мендез (T-Bone Mendez) — вођа латиноамеричке банде Рифа из Сан Фијера, такође члан Локо Синдиката
- Мајк Торино — Вођа Локо Синдиката, касније открива да је у ствари владин агент
- Франк Тенпени (Frank Tenpenny) — полицајац
- Еди Пуласки (Eddie Pulaski) — полицајац
- Џими Хернандез (Jimmy Hernandez) — полицајац
- Истина (The Truth)- Карлов пријатељ, хипи и узгајач Марихуане
- ОГ Лог (OG Log, чита се: О-Џи Лог)- Лудак, Карлов пријатељ, и касније чувени репер

## Радио-станице
У колима, али и у соби за одевање, играч може да слуша следеће станице, са различитим садржајима:
- (интервјуи)
- 98.3 (ређи грув, фанк и соул)
- (реге и даб)
- (свинг, модерни соул)
- (алтернативни рок и гранџ)
- (гангстерски реп)
- (хаус)
- (фанк)
- (класични рок)
- (кантри)
- (класични хип-хоп).

Уколико укључи User Track Player, играч слуша радио-станицу са повременим разговором и музиком коју сам убаци у одређени фолдер. Скуп свих песама, разговора, реклама у игрици назива се GTA San Andreas Soundtrack.

## Модификације
Модификације, односно модови, су додаци који чине игрицу бољом. Модови мењају датотеке игре. Најважније ствари су: знати како да се инсталирају и имати одговарајуће програме. Постоје модови возила, CLEO модови за које је потребан CLEO 3 или 4, и остали. Најлакше је инсталирати
CLEO модове: само се убаци CLEO скрипт у CLEO фолдер. Сви модови, осим CLEO модова(они се деинсталирају само када се код избрише из CLEO фолдера) се могу деинсталирати ако имају резервне датотеке. Оне се само замене са модификованим датотекама и мод је деинсталиран. Веома је важно направити резервне датотеке да би се мод могао деинсталирати. Модови, онолико колико су корисни, могу бити и штетни, нпр. ако се инсталира превише модова игрица можда неће радити како треба, или у најгорем случају игрица ће се срушити.

## Недостаци
Већих недостатака нема, али неки од мањих су:
- Текстуре возила нису довољно попуњене
- Играчу недостају анимације, као нпр. лежање, спавање итд.
- Полиција је превише брутална, она од прве тражене звездице напада играча без икакве претње
- Wasted (знак који се појави када играч буде смртно рањен) и Busted (знак који се појави када играч буде ухапшен) знакови су превише досадни

## Занимљивости/контроверзе
- Фронтмен и певач Ганс Ен Роузис-а, Аксел Роуз је позајмио глас водитељу на K-DST-у. Он се не подноси са водитељком са Radio X-a, која, иронично, често пушта песму „Welcome to the Jungle”, коју изводе Ганс Ен Роузис.
- Игра је најпре била намењена играчима изнад 15 година, али се испоставило да се у њеном самом коду налази тзв. „Hot Coffee mod”, мисија у којој Карл треба да скупи 6 девојака. Пошто је у овој мини-игри заступљене експлицитне сцене секса и еротика, игра је преиначена у игру за одрасле. Иако је ова апликација касније искључена, сам кôд је остао у изворном коду игре. Данас је познат као модификација која се може инсталирати. Касније је Рокстар избацио печ за ту исту игрицу у којој нема експлицитних сцена (брише се сав Hot Coffee код), и, ако Hot Coffee буде инсталиран опет, онда ће се покварити игрица, и то значи може опет бити прикладна за играче изнад 15 година.
- је  у ком је вулгарни глагол „to fuck” (јебати) употребљен чак 356 пута (не рачунајући дијалоге пролазника)
- GTA San Andreas је досад једини GTA који има сеоска насеља, фарме и околину градова. Следећи GTA који ће имати сеоска насеља, фарме и околину градова је GTA 5.
- GTA San Andreas је први GTA у коме играч може да плива.
- GTA San Andreas до сада има највећу мапу у GTA игрицама. Превазишао је и свог следбеника GTA 4. Мапа је велика вероватно зато што има околна села, околину градова и фарме. Међутим, мапа у GTA 5 је много већа.